# محمد الحلبوسی
محمد حلبوسی (عربی: محمد ريكان حديد الحلبوسي؛ زادهٔ ۲ اکتبر ۱۹۸۲) سیاستمدار اهل سنت عراقی و نماینده مجلس و استاندار سابق استان انبار عراق است.   او ریاست کنونی مجلس عراق را برعهده دارد و با ۳۶ سال سن جوانترین رئیس مجلس عراق در تاریخ این کشور است.  الحلبوسی از سال ۲۰۱۴ به عنوان معاون رئیس پارلمان عراق فعالیت کرد او در همان سال به مجلس عراق راه یافته بود، اما بعد از انتخاب به عنوان استاندار الانبار، پارلمان را ترک کرد. او در دانشگاه بغداد مهندس عمران با گرایش جاده‌ها و بزرگ راه‌ها خوانده است و سوابق بازرگانی دارد. او پس از عضویت در مجلس عراق در کمیسیون حقوق بشر این مجلس حضور یافت. 

## ریاست مجلس عراق

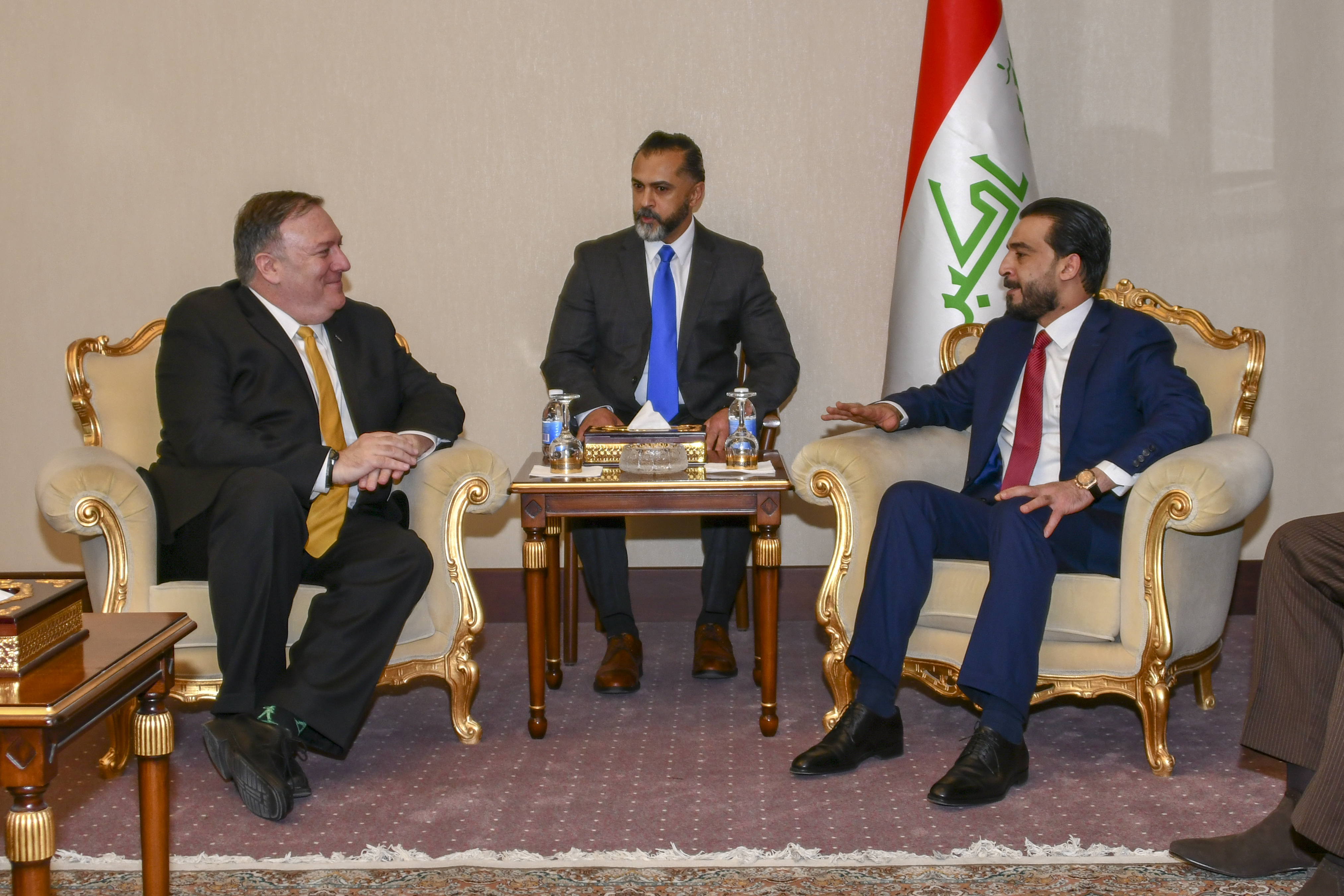
دیدار حلبوسی با وزیر امور خارجه آمریکا، مایک پمپئو در بغداد، ۹ ژانویه ۲۰۱۹.

حلبوسی در سپتامبر ۲۰۱۸ به عنوان رئیس مجلس عراق انتخاب شد. او یازدهمین نفر در این سمت و ششمین رئیس مجلس عراق پس از حمله آمریکا به عراق است.
در ۹ ژانویه ۲۰۲۲، حلبوسی با شکست دادن محمود المشهدانی، رئیس سابق مجلس عراق در سال ۲۰۰۶، برای دومین دوره به عنوان رئیس مجلس عراق انتخاب شد.
در ۱۴ نوامبر ۲۰۲۳، دیوان عالی فدرال عراق حکم لغو عضویت حلبوسی در مجلس را صادر کرد. موضوعی که توسط خود او رد شد.